# هری سلی
 هری سلی (انگلیسی: Harry Seeley؛ ۱۸ فوریهٔ ۱۸۳۹ – ۸ ژانویهٔ ۱۹۰۹) یک دانشمند اهل بریتانیا بود.